# Dos pintores pintorescos
Dos pintores pintorescos es una película de comedia y crimen mexicana de 1967, escrita por Roberto Gómez Bolaños «Chespirito», dirigida por René Cardona Jr. y protagonizada por Viruta y Capulina, junto a las actrices, Regina Torné, Gilda Mirós y Emilia Stuart. Esta fue la última película del dúo cómico filmada a color hasta su definitivo final en el mismo año.

## Trama
Viruta y Capulina trabajan como pintores de brocha gorda sobre un andamio en lo alto de un edificio. Al ser ambos muy descuidados, dejan caer pintura y toda clase de objetos ocasionando diferentes problemas en la gente que transita debajo del inmueble. En una de estas negligencias, Capulina está a punto de caer, sosteniéndose apenas y logrando quedar a salvo en una de las ventanas de cada apartamento.
Mientras tanto, en el interior del departamento, Lorenzo (Miguel Córcega) y Carmina (Emilia Suart) acaban de asesinar a una mujer con la intención de quedarse de ese modo con una sustanciosa herencia. Cuando los autores del crimen observan que Capulina está parado en la ventana, creen que él es testigo y que lo ha presenciado todo, por lo cual corren el peligro de que los delate. Sin embargo, Capulina desconoce lo sucedido debido a que volteaba hacia el otro lado, mientras que Viruta recibe el regaño de un policía (Nathanael León "Frankenstein"), al cual le acaban de tirar pintura encima.
Decepcionados de la poca paga que les dan por su trabajo, Viruta y Capulina se dirigen a un parque donde un artista se encuentra exhibiendo y vendiendo sus pinturas. Allí se darán cuenta de lo mucho que pueden ganar siendo pintores famosos, solo que en vez de pintar casas y edificios, deben hacer cuadros que puedan vender por gran cantidad de dinero.
Para lograrlo y entrar en el mundo artístico, Capulina invita a Viruta a un bar donde conocerán a Julia (Gilda Mirós) y Diana (Regina Torné), un par de mujeres quienes les recomendarán entrar a una escuela de arte para que puedan convertirse en unos famosos artistas. Por su parte, Lorenzo y Carmina se encuentran persiguiendo a Capulina con la intención de asesinarlo, pues creen que es el único testigo de su fechoría.
Cuando Viruta y Capulina llegan a la academia de arte, se dan cuenta de que pagarla resulta imposible para ellos debido a su alto costo, sin embargo el maestro hace un trato con ellos: pueden estudiar ahí a cambio de que pinten todo el lugar. Viruta y Capulina aceptan y es así como dan inicio a su educación artística, la cual se verá rodeada de distintas situaciones cómicas y disparatadas entre el profesor y sus nuevos y peculiares alumnos.
Del mismo modo, Lorenzo y Carmina también entran a la escuela de encubierto con la intención de estar más cerca de Capulina y así poder anularlo. No obstante, todos sus planes se ven frustrados e incluso ellos son víctimas de los mismos gracias a la suerte de Capulina, dejando a Lorenzo con varios golpes y heridas debido a sus métodos fallidos.
Intentando dar el golpe final que no deje cabos sueltos en su plan, Lorenzo y Carmina invitan a Capulina a su casa bajo la propuesta de que este último la pinte. En realidad todo está pensado para matarlo, pero la buena suerte de Capulina se hará presente una vez más, haciendo que Lorenzo caiga desde lo alto del edificio y haciendo por su parte una obra de arte que al final es reconocida por todos, mientras que los criminales desesperados terminan reconociendo el asesinato.

## Reparto
- Marco Antonio Campos como Viruta
- Gaspar Henaine como Capulina
- Regina Torné como Diana
- Gilda Mirós como Julia
- Emilia Stuart como Carmina
- Miguel Córcega como Lorenzo
- Eduardo Alcaraz como Profesor italiano
- Nathanael León "Frankenstein" como Policía
- Mayte Carol como Víctima de asesinato
- Consuelo Monteagudo como Compradora de cuadro
- Víctor Eberg como Vendedor de cuadros
- Enrique del Castillo como Pintor
- Los Hooligans
- Cecilia Leger (sin acreditar)